# Hydroides brachyacanthus
Hydroides brachyacanthus är en ringmaskart som beskrevs av Rioja 1941. Hydroides brachyacanthus ingår i släktet Hydroides och familjen Serpulidae. Inga underarter finns listade i Catalogue of Life.